# Caboblanco
Caboblanco – amerykańsko-meksykański film przygodowy z 1980 roku w reżyserii J. Lee Thompsona. Zdjęcia kręcono w meksykańskim stanie Jalisco.

## Fabuła
Tytułowa Caboblanco to nieduża, nadmorska mieścina w Peru. Pewnego dnia zjawia się w niej piękna Francuzka Marie, poszukująca swojego narzeczonego. Gdy dowiaduje się o tym miejscowy bogacz i były hitlerowiec Beckdorff, rozkazuje szefowi lokalnej policji odebrać kobiecie paszport, co w praktyce czyni ją niezdolną do jakiegokolwiek działania. Dziewczyna wynajmuje pokój u właściciela miejscowego zajazdu Giffa. Wkrótce wyjawia mu ona dodatkowy cel swojej podróży – niedaleko Caboblanco, tuż przed końcem wojny zatonął niemiecki statek przewożący miliony dolarów w złocie. Marie proponuje Giffowi udział w zyskach w zamian za pomoc w odnalezieniu narzeczonego który znał pozycję zatonięcia okrętu. Giff informuje ją o śmierci narzeczonego, którego ciężko rannego odnaleziono kiedyś nad brzegiem morza. Ukochany Marii skonał wkrótce potem w zajeździe Giffa. Jednak okrętu poszukuje również Beckdorff, który podejrzewa, że dziewczyna wie gdzie on się znajduje. Marie ulegając groźbom Beckdorffa wyjawia mu, że ostatnią osobą która rozmawiała z jej żywym narzeczonym jest Giff. Beckdorff postanawia zatrzymać Giffa przy użyciu będącej na jego usługach miejscowej policji i bandy najemników. Sam Giff nie chce się angażować w całą sprawę, nie zależy mu na pieniądzach, jest człowiekiem ceniącym spokój i któremu, pomimo wątpliwości co do legalności działań Beckdorffa, odpowiada panujące na wyspie "status quo". Kiedy jednak udziela pomocy rannemu agentowi brytyjskiego wywiadu (bowiem oni również poszukują zatopionego okrętu), ściganemu przez ludzi Beckdorffa, musi wejść w konflikt z nim. W finałowej rozgrywce Beckdorff wraz ze swoimi zbirami i skorumpowanym szefem policji spotykają się w lokalu Giffa. Były nazista wyjawia wtedy, że w rzeczywistości na zatopionym okręcie znajdowały się zagrabione przez hitlerowców w okupowanej Europie bezcenne dzieła sztuki. Żąda podania pozycji zatopionego okrętu. Gdy szef policji dowiaduje się o tym, nieoczekiwanie budzi się w nim sumienie, odmawia Beckdorffowi dalszej pomocy i zaczyna być prawdziwym stróżem prawa. Pozbawiony wsparcia i zagrożony aresztowaniem Beckdorff popełnia samobójstwo łykając cyjanek. Okazuje się, że jedyną która znała pozycję zatopionego okrętu, była papuga, z którą narzeczony Marii spędził ostatnie dni swojego życia i którą przed śmiercią nauczył kilku słów (długość i szerokość geograficzna). W ostatniej scenie filmu Marie i Giff pławią się w luksusie w rezydencji Beckdorffa.

## Obsada
- Dominique Sanda – Marie
- Charles Bronson – Giff
- Jason Robards – Beckdorff
- Gilbert Roland – dr Ramirez
- Camilla Sparv – Hera
- James Booth – Baker
- Clifton James – Lorrimer
- Denny Miller – Horst
- Simon MacCorkindale – kapitan HMS "Orient Star"
- Fernando Rey – szef policji